# Іванівка (Соснівська селищна громада)
Іва́нівка (до 1940-х років — Янівка) — село в Україні, у Рівненському районі Рівненської області. Населення становить 53 особи. 

## Населення
За переписом населення 2001 року в селі мешкали 143 особи. 100 % населення вказало своєї рідною мовою українську мову.